# Кароліна Гессен-Гомбурзька (1771–1854)
Каролі́на У́льріка Луї́за Ге́ссен-Го́мбурзька (нім. Karoline Ulrike Luise von Hessen-Homburg, 26 серпня 1771 — 20 червня 1854) — принцеса Гессен-Гомбурзька з Гессенського дому, донька ландграфа Гессен-Гомбургу Фрідріха V та принцеси Гессен-Дарштадтської Кароліни, дружина князя Шварцбург-Рудольштадту Людвіга Фрідріха II. Регентка Шварцбург-Рудольштадту у 1807—1814 роках при старшому синові. Мала сильний вплив на державні справи аж до своєї смерті.

## Біографія

### Ранні роки
Народилась 26 серпня 1771 року у Гомбурзі. Була третьою дитиною та старшою донькою в родині ландграфа Гессен-Гомбургу Фрідріха V та його дружини Кароліни Гессен-Дармштадтської. Мала старших братів Фрідріха та Людвіга. Згодом сімейство поповнилося десятьма молодшими дітьми, з яких восьмеро досягли дорослого віку. Мешкали у Гомбурзькому замку.
Батьки були духовно чужими одне одному людьми, втім, обоє були культурними освіченими особами. Матір полюбляла французьку літературу, батько вивчав філософію, математику, архітектуру та музику. При їхньому дворі завжди були раді поетам, вченим та музикантам. Неодноразово Гомбург навідував Гете.
Кароліна отримала просте, але ретельне, благочестиве виховання, і з ранніх років виявляла твердість характеру та глибоку релігійність.

### Шлюбне життя
У 19 років стала дружиною 23-річного спадкоємного принца Шварцбург-Рудольштадту Людвіга Фрідріха. Вінчання пройшло 21 липня 1791 у Гомбурзі. Принцеса невдовзі завагітніла і за рік після весілля народила доньку. Всього у подружжя було семеро дітей.
13 квітня 1793 року її чоловік став правлячим князем Шварцбург-Рудольштадту, а сама вона — княгинею-консортом. Людвіг Фрідріх II був відомий як володар з високими ідеалами, друг мистецтва та науки. Кароліна, в свою чергу, мала великий вплив на культурне життя. Разом вони зробили свою резиденцію центром мистецтв, був заснований Рудольштадтський театр. Пара також відвідала Італію.
Під час наполеонівської навали, 11 квітня 1807 року, Шварцбург-Рудольштадт увійшов до Рейнського союзу, а вже 28 квітня — Людвіг Фрідріх II пішов з життя. Наступним правителем став їхній син Фрідріх Ґюнтер. Кароліна взяла на себе обов'язки регентки.

### Правителька

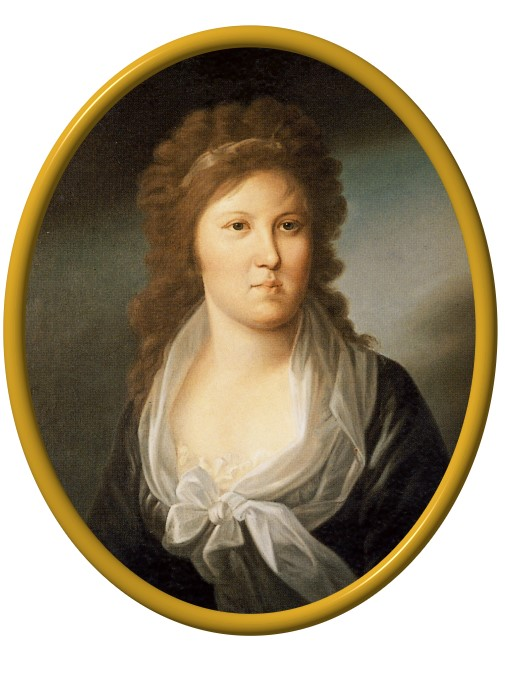
Портрет княгині

Княгиня всіляко намагалася полегшити долю країни та родини у тяжкі воєнні роки. Також, незважаючи на політичні негаразди, знаходила час для просування справ миру. Турбувалася про школи та церкви, піклувалася про вдосконалення церковно-морального життя. Були віддані накази про підготовку вчителів початкових класів через розширення семінарій, про гімназії, про підтримку талановитої молоді всіх класів і статей, про розширення та доцільне використання державної князівської бібліотеки.
У більш спокійний час Кароліна присвячувала себе науковій роботі. Була знайома особисто з відомими людьми своєї епохи: Шиллером, Гете, Вільгельмом фон Гумбольдтом, який називав її жінкою, «яку рідко зустрінеш»", Йоганном Генріхом Фоссом, Бернхардом Рудольфом Абекеном, Генріхом Люденом та багатьма іншими, а також підтримувала постійне листування з багатьма із них.
У 1814 році Кароліна передала керування державою синові, який досяг 21-річного віку. Втім, юнак не надто цікавився справами, і княгиня зберігала вплив на державну політику аж до своєї смерті. Значними віхами в історії Шварцбург-Рудольштадту стали прийняття конституції у 1816 році та вступ до Німецького митного союзу у 1835 році.
До похилого віку Кароліна зберігала гостроту розуму та гнучкість у прийнятті рішень. Пішла з життя після нетривалої хвороби 20 червня 1854 року у Рудольштадті. Була похована у замковій кірсі Шварцбургу. У 1940 році прах її та інших членів родини був перепохований у міській церкві Святого Андреаса в Рудольштадті.

## Родина
Чоловік  — Людвіг Фрідріх II
Діти:

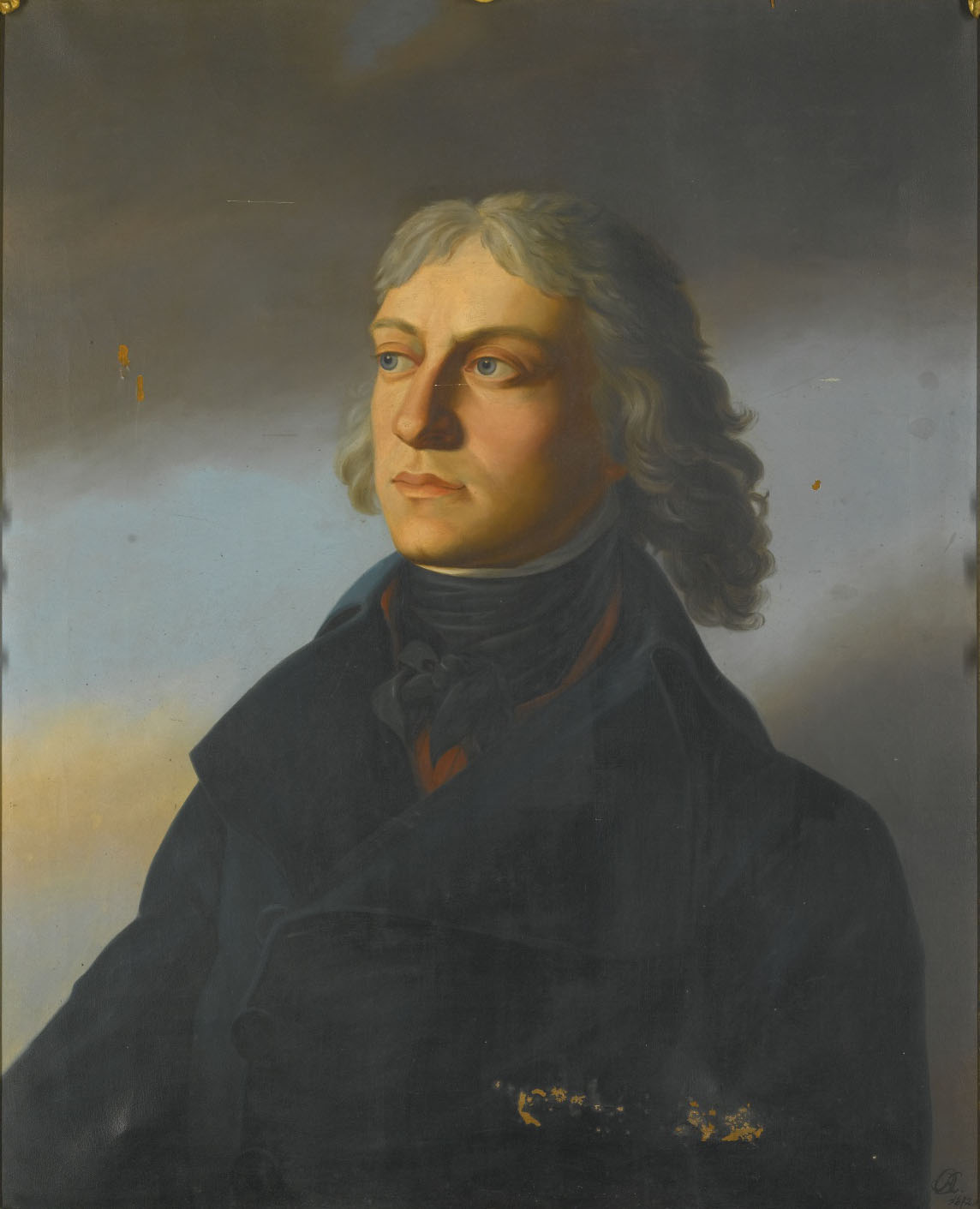
Портрет Людвіга Фрідріха

- Цецилія (1792—1794) прожила півтора роки;
- Фрідріх Ґюнтер (1793—1867) — князь Шварцбург-Рудольштадту у 1807—1867 роках, був одружений з принцесою Ангальт-Дессауською Августою, згодом — узяв два морганатичні шлюби, мав п'ятеро законних дітей і кількох позашлюбних;
- Текла (1795—1861) — дружина князя Шонбург-Вальденбурзького Отто Віктора, мала семеро дітей;
- Кароліна (7 листопада—18 грудня 1796) — прожила 1 місяць;
- Альберт (1798—1869) — князь Шварцбург-Рудольштадту у 1867—1869 роках, був одружений з принцесою Сольмс-Браунфельською Августою, мав четверо дітей;
- Бернхард (1801—1816) прожив 14 років;
- Рудольф (1801—1808) прожив 7 років.